# Miao Lijie
Miao Lijie (xinès simplificat: 苗立杰, pinyin: Miáo Lìjié; Harbin, Heilongjiang, 3 de juny de 1981) és una jugadora de bàsquet xinesa.
Ha sigut la primera jugadora a anotar 6.000 punts a la WCBA, i l'única jugadora xinesa capaç de guanyar tant la WCBA com el títol de la WNBA.
Va jugar per primera vegada a bàsquet a Hualong, unint-se a les files de l'equip als 11 anys. Als 16, Miao va ser seleccionada per a la selecció xinesa, formant part de l'equip que va guanyar la medalla d'or al Campionat Asiàtic de 2001.
El 2005, es va unir als Sacramento Monarchs de la WNBA, però va deixar l'equip al poc temps. Ella obtindria un títol WCBA el 2011, jugant a Shenyang.
Va competir als Jocs Olímpics d'estiu de 2004, als Jocs Olímpics d'estiu de 2008 a Pequín, i als Jocs Olímpics d'estiu de 2012.
Miao es va retirar el 2014, als 33 anys. Aleshores es convertiria en l'entrenadora principal de l'equip Shen Bu, que es fusionaria amb l'equip de bàsquet femení Bayi.